# Tzadik
Tzadik (от ивр. צדיק — праведник) — американская звукозаписывающая компания, основанная в 1995 году и принадлежащая Джону Зорну. Tzadik специализируется на некоммерческой экспериментальной музыке, современной еврейской и японской музыке, а также музыке Джона Зорна. Все альбомы, выпускаемые на лейбле, группируются в определённые серии.

## Radical Jewish Culture (Радикальная еврейская культура)
Концепция серии, согласно Зорну, заключается в создании «чего-нибудь, что говорило бы о прекрасном и позитивном будущем еврейского народа», расширении парадигмы еврейской музыки за рамки клезмера и написании инновационной музыки, базирующейся на еврейских традициях и культуре. Причудливое сочетание авангардной, экспериментальной и традиционной музыки делает серию одной из наиболее популярных на «Цадике».

## New Japan (Новая Япония)
В этой серии издаются альбомы современных японских музыкантов, жанровое разнообразие которых простирается от радикального авангарда и нойза до джаза, рок-н-ролла и классической музыки.
- Adachi Tomomi Royal Chorus
- Afrirampo
- Compostela
- Death Ambient
- Derek and The Ruins
- Ground Zero
- Hoahio
- Korekyojin
- Limited Express (has gone?)
- Melt Banana
- Merzbow
- Mono
- Motor Humming
- Ni Hao!
- Purple Trap
- Radar
- Sajjanu
- Syzygys
- Tetsu Inoue
- Аико Симада
- Тацуя Ёсида
- Икуэ Мори
- Коити Макигами
- Нед Ротенберг
- Отомо Ёсихиде
- Тосинори Кондо

## Oracles (Оракулы)
Экспериментальная музыка, сделанная женщинами.
- Mephista
- Phantom Orchard
- Дженни Шейнман
- Джессика Павоне
- Икуэ Мори
- Карла Килстедт
- Китти Бразелтон
- Лесли Далаба
- Мария Радукану
- Мередит Монк
- Памелия Кёрстин
- Робин Холкомб
- Сьюзи Ибарра
- Тереза Вонг
- Шелли Хирш
- Юка Хонда

## Lunatic Fringe (Фанатики)
Небольшая, но очень интересная серия альбомов посвящена людям, уникальным в каком-то смысле. Уникальность может проявляться как в безумной технике гитарной игры (Buckethead), так и в создании рассказов во сне (Dion McGregor).
- Buckethead
- Brown Wing Overdrive
- Кен Батлер
- Дэнни Коэн
- Майк Бонер
- Horse Cock Kids
- Mr. Dorgon
- Родд Кейт
- Дион МакГрегор
- Майк Патос
- On Ka'a Davis

## Composer Series (Композиторская серия)
Неоклассика, авангард, построк. Современное состояние классической музыки.
- Фред Фрит
- Милтон Баббитт
- Дерек Бейли
- Энтони Коулмэн
- Сильви Курвуазье
- Марк Фельдман
- Мортон Фельдман
- Джерри Хант
- Билл Ласвелл
- Майк Паттон
- Марк Рибо
- Нед Ротенберг
- Чарльз Вуоринен

## Archival Series (Архивная серия)
Музыка Джона Зорна. Переиздания и новые альбомы. Стоит отметить, что некоторые альбомы основателя лейбла выходили в композиторской, японской и еврейской сериях.

## Birthday Celebration (Юбилейная серия)
12 живых альбомов, записанных во время 30-дневной серии концертов, приуроченных к 50-летию Зорна.

## Key Series (Ключевая серия)
«Специальные проекты и важные записи ключевых персон музыкального авангарда».
- Дерек Бейли
- Сиро Баптиста
- Энтони Коулмэн
- Стив Коулмэн
- Антон Фиер
- Билл Фризелл
- Джесси Харрис
- Фред Фрит
- Генри Кайзер
- Massacre
- Миша Менгельберг
- Икуэ Мори
- Тони Оксли
- Эван Паркер
- Нед Ротенберг
- Вадада Лео Смит

## Film Music (Музыка к кинофильмам)
Саундтреки к независимым фильмам; стоит отметить, что саундтреки самого Зорна выходят в архивной серии.
- Фред Фрит
- Эллиотт Шарп
- Билл Ласвелл
- Эван Лури
- Марк Рибо
- Стив Бересфорд
- Уэйн Хорвиц
- Фрэнк Лондон
- Филлип Джонстон
- Тревор Данн
- Роберт Бергер
- Нана Васконцелос
- Зина Паркинс
- Икуэ Мори
- Джэми Сафт
- Питер Шерер
- Дуг Визельман

## Винил
Альбомы на грампластинках, изданы ограниченным тиражом.

## DVD Edition
Фильмы и записи концертов.

## Книги
Книги — сборники размышлений музыкантов о музыке под общей редакцией Зорна.
- Zorn. J. (ed.) (2000) Arcana: Musicians on Music, Hips Road: New York (ISBN 188712327X)
- Zorn. J. (ed.) (2007) Arcana II: Musicians on Music, Hips Road: New York (ISBN 0978833767)
- Zorn. J. (ed.) (2008) Arcana III: Musicians on Music, Hips Road: New York (ISBN 0978833775)
- Zorn. J. (ed.) (2009) Arcana IV: Musicians on Music, Hips Road: New York (ISBN 0978833783)
- Zorn. J. (ed.) (2010) Arcana V: Musicians on Music, Magic & Mysticism, Hips Road: New York (ISBN 0978833791)
- Zorn. J. (ed.) (2012) Arcana VI: Musicians on Music, Hips Road: New York (ISBN 0978833759)
- Zorn. J. (ed.) (2014) Arcana VII: Musicians on Music, Hips Road: New York (ISBN 0978833740)

## Футболки
Одежда для поклонников.